# Csillaghegy
Csillaghegy ([ˈtʃillɒkhɛɟ]) est un quartier de Budapest, situé dans le 3e arrondissement.